# Llew Summers
Llew Summers (1947-Mount Pleasant, Nueva Zelanda, 1 de agosto de 2019) fue un escultor de Nueva Zelanda residente en Christchurch, conocido por sus particulares esculturas de formas humanas.

## Biografía
Comenzó su carrera como escultor produciendo esculturas públicas antes de concluir cuatro años de formación de agricultura en la década de 1970, y presentó su primera exposición el año 1971. Su escultura de 14 Estaciones de la Cruz instalada en la Catedral del Santísimo Sacramento creó controversias a causa del retrato del cuerpo desnudo de Jesucristo en su crucifixión.